# Марина ди Маритима (Лече)
Марина ди Маритима (итал. Marina di Marittima) је насеље у Италији у округу Лече, региону Апулија.
Према процени из 2011. у насељу је живело 18 становника. Насеље се налази на надморској висини од 54 м.